# Juan Munguía
Juan Munguía (nacido en 1956) es un trompetista de género Jazz Latino. Es conocido por su trabajo con el grupo IRAKERE, durante 15 años.

## Biografía

### Infancia
Juan Munguía nació en 1956 en La Habana. Juan comenzó sus estudios de música en el Conservatorio Amadeo Roldán de La Habana, Cuba en el año 1968. Se inició como músico profesional en la banda de música del Estado Mayor General de La Habana.

### Carrera
Desde 1981 formó parte de IRAKERE, (orquesta cubana ganadora de dos Grammy Awards). Fue primer trompeta de Irakere durante 15 años, con lo cual participó en giras durante todos esos años por más de 50 países además de participar en varios festivales de Jazz y Salsa en todo el mundo: North Sea Jazz Festival, Nice Jazz Festival, Festival de Jazz de Vitoria y Festival de Jazz de San Sebastián, Antibe Jazz Fest, Umbria Jazz Fest. Chicago Jazz Fest. Aruba, Martinica, Puerto Rico y muchos otros.
Tocó y participó en múltiples grabaciones y producciones para discos tanto en Cuba como en España con orquestas y cantantes de música popular cubana y La Nueva Trova; algunos muy populares internacionalmente como Silvio Rodríguez, Pablo Milanés, Orquesta NG la Banda, Isaac Delgado, Irakere, Celia Cruz, Francisco, Carlos Cano, José Mercé, Martirio, Manu Carrasco y otros.
En 1990 tocó con Dizzy Gillespie & United Nations Band junto a Paquito D’Rivera, Claudio Roditti, Slide Hampton, Steve Turrey, Danilo Pérez, entre otros.
En 1992 participó con Irakere en el New Port Jazz Festival en Japón con JVC, donde formó parte de la All Stars Big Band junto a Jon Faddis, Tom Harrel, Joe Henderson y Lew Tabackin y Chucho Valdés entre otros.
En 1995 se establece en Suiza, donde empezó a impartir clases de trompeta en la Academia Contemporánea de Música (ACM) de Zúrich y en la “Swiss Jazz School” de Berna como suplente de Bert Joris (profesor titular de la escuela). Además ha participado con músicos suizos en diferentes proyectos.
En 1997 se va a vivir definitivamente a España y es director musical del Benidorm Palace durante 10 años (único cabaré en España que hace 6 shows en vivo semanales con más de 50 artista en escena); además ha tocado para Isabel Pantoja, Rocío Jurado, Miguel Ríos, Carlos Cano, José Mercé, Francisco, Martirio, Celia Cruz (ha grabado en su último disco antes morir), David Bisbal.
Ha participado en diferentes proyectos y grabaciones con músicos en España como Perico Sambeat, Matthew Simons, Patxi Urchegui, Eduardo Leiva, Norman Hogue, Bob Sam, Ovidio López, Eddy Guerín, Ramón Cardo, Big Band de Tarrassa entre otros.
Formó parte de la banda de David Bisbal en la gira Premonición Tour, realizando más de 40 conciertos en América y más de 60 en España.
En mayo de 2012 participó en una grabación para un doble CD con músicos cubanos y el proyecto se le llamó Cubana All Stars con músicos y cantantes muy conocidos de las orquestas más populares de Cuba (Van Van, Alexander Abreu, Adalberto Alvares, Tiburón Morales, Isaac Delgado, Haila Mompié entre otros).
Actualmente, trabaja como trompetista en la agrupación de latin-jazz y música afrocubana: Michael Fleiner y su Septeto internacional

## Discografía

### En la banda
- Título de la canción (año)

### Como solista
- Título de la canción (año)

### Colaboraciones
- Título de la canción

## Premios y nominaciones
| Año  | Trabajo nominado    | Premio                 | Categoría             | Resultado |
| ---- | ------------------- | ---------------------- | --------------------- | --------- |
| 2008 | Él mismo/Ella misma | Premios (escribe aquí) | Mejor artista del año | Nominado  |